# بانيولو بيمونتي
بانيولو بيمونتي ( باللغة الأكستانيةBanhuel وباللغة البيدمونتيه وبالفرنسيةBagneul ) هي بلدية (كوميون) في مقاطعة كونيو في منطقة بيدمونت الإيطالية، وتقع على بعد حوالي 45 كيلومتر (28 ميل) جنوب غرب تورينو وحوالي 45 كيلومتر (28 ميل) شمال غرب كونيو. يقع منتجع التزلج وقرية روكاس داخل حدود البلدية.
تقع باغنولو بيمونتي على حدود البلديات التالية: بارغي وبيبيانا وكافور وكريسولو وموسيرنا سان جيوفاني وأوستانا ورورا وفيلار بيليتشيه.